# هيدروكسيد النيكل الثنائي
 هيدروكسيد نيكل ثنائي مركب كيميائي له الصيغة Ni(OH)2 ، ويكون على شكل مسحوق بلوري أخضر.

## التحضير
يمكن تحضير هذا الهيدروكسيد بإضافة هيدروكسيد الصوديوم أو البوتاسيوم إلى محلول يحتوي على شوارد النيكل الثنائي بتفاعل ترسيب

## الاستخدامات
يستخدم في تركيب بطارية نيكل-هيدريد فلز.